# Candice Breitz
Candice Breitz (Johannesburgo, 1972) es una artista judía sudafricana que trabaja principalmente con vídeo y fotografía. Su obra se caracteriza por instalaciones de imágenes en movimiento multicanal, enfocadas en la "economía de la atención" en los medios y la cultura contemporánea. A menudo explora la relación entre personajes ficticios y figuras famosas, así como la indiferencia ante problemas globales. En 2017, fue seleccionada para representar a Sudáfrica en la 57ª Bienal de Venecia.

## Trayectoria
Obtuvo distintos títulos en la Universidad de Witwatersrand, la Universidad de Chicago y la Universidad de Columbia. También formó parte del programa independiente de estudio del Museo Whitney y fue artista visitante en la residencia Le Pavillon del Palais de Tokio en 2005-2006. Desde 2007, es profesora titular en la Universidad de Arte de Braunschweig.
Breitz utiliza vídeos ya existente, apropiándose así de material de la cultura popular. Su primera representación en vivo fue New York City. Creada como parte de la Comisión de Performance de la Bienal de Performa de Nueva York en 2009. Explorando temas de identidad e inclusión, esta obra sigue la estructura de una comedia de televisión. New York City involucra a cuatro parejas de gemelos en dos producciones separadas pero idénticas.
Una historia de amor, de 2016, es una instalación compuesta por siete paneles que presentan los testimonios de seis personas que han dejado sus países de origen debido a diversas circunstancias. Entre ellas se encuentran Sarah Ezzat Mardini, que salió de Siria; José Maria João, exniño soldado de Angola; Mamy Maloba Langa, procedente de la República Democrática del Congo; Shabeena Francis Saveri, activista transgénero de la India; Luis Ernesto Nava Molero, originario de Venezuela; y Farah Abdi Mohamed, de Somalia. La obra se expuso por primera vez en el Kunstmuseum de Stuttgart en 2016, y posteriormente en el KOW de Berlín, así como en la presentación de Candice Breitz para el Pabellón de Sudáfrica en la 57.ª Bienal de Venecia en 2017.

## Reconocimientos
En 2007, Candice Breitz fue galardonada con el Premio internacional de arte contemporáneo Príncipe Pierre de Mónaco.

## Exposiciones
- 2009 – Yvon Lambert, "Him + Her", Nueva York.[12]
- 2010 – Museo de Arte de Bregenz, "Candice Breitz: The Scripted Life", Bregenz.[13]
- 2012 – Iziko South African National Gallery and Standard Bank Gallery, "Candice Breitz: Extra!", Johannesburg.[14]
- 2013 – Australian Centre for the Moving Image, "Candice Breitz: The Character", Melbourne.[15]
- 2016 – Museo de Bellas Artes, Candice Breitz: Love Story, Boston.[16]
- 2016 – Kunstmuseum Stuttgart, "Candice Breitz: Ponderosa", Stuttgart.[17]

### Exposiciones colectivas
- Representó a Sudáfrica con Mohau Modisakeng en la 57ª Bienal de Venecia, 2017 [18] [19]